# Raphaël Bischoffsheim
Pour les articles homonymes, voir Bischoffsheim (homonymie) et Famille Bischoffsheim.
Raphaël-Louis Bischoffsheim, né le 22 juillet 1823 à Amsterdam et mort le 20 mai 1906 à Paris, est un banquier, homme politique et mécène français, fondateur de l’Observatoire de Nice.

## Biographie

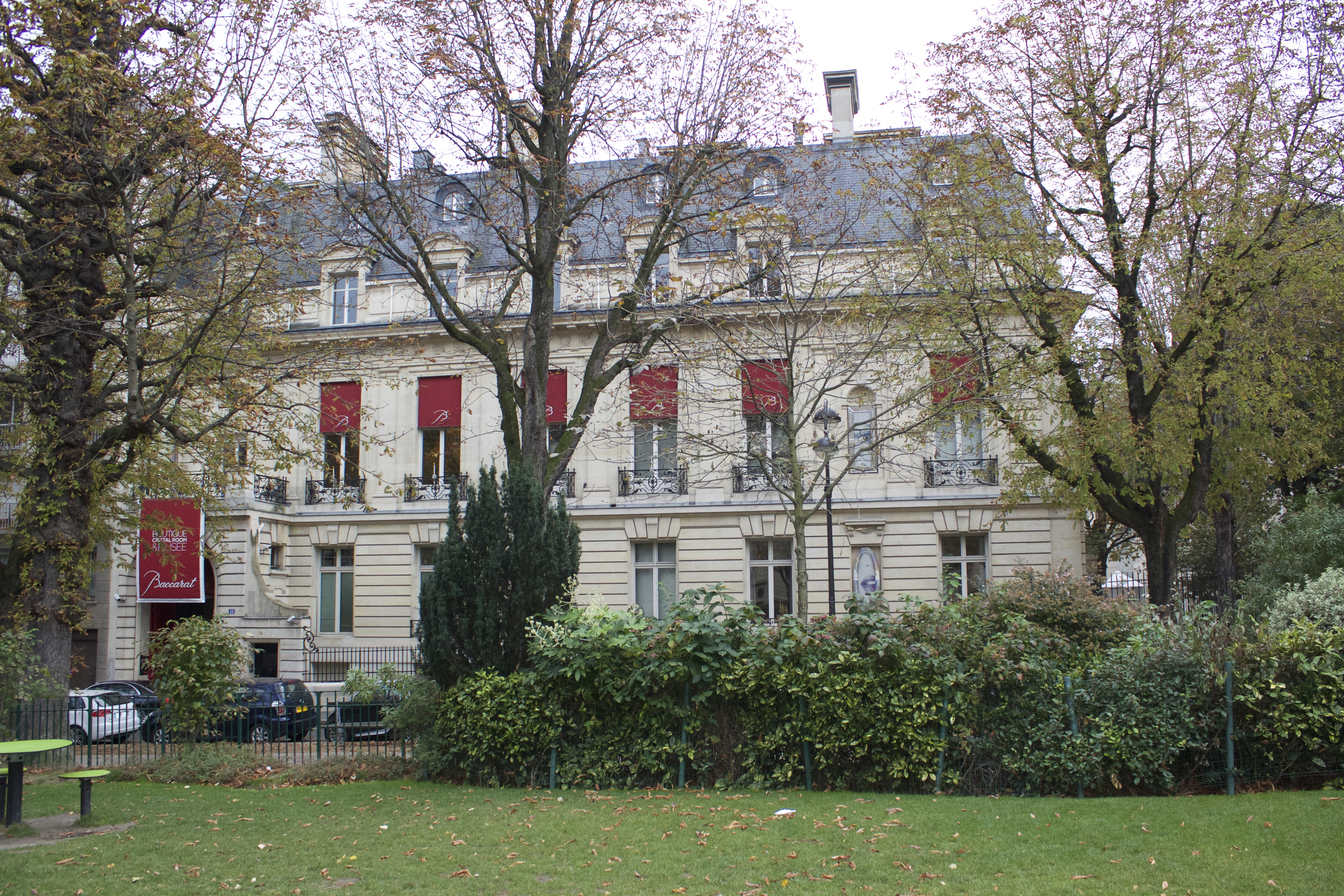
Hôtel particulier construit pour Ferdinand Bischoffsheim, cousin de Raphaël, 11, place des États-Unis (16e arrondissement de Paris).

Fils du banquier juif néerlandais Louis Bischoffsheim, naturalisé français en 1880, Raphaël Bischoffsheim est diplômé de l'École centrale Paris (Promotion 1842).
Raphaël Bischoffsheim a été l'élément moteur en 1870 pour permettre la création de la Banque franco-égyptienne qui compte par la suite de nouveaux souscripteurs tels que Hermann Raffalovich et Jacques de Gunzbourg. 
En 1873, il charge Charles Garnier de lui bâtir une villa à Bordighera, la Villa Bischoffsheim, qui sera terminée en 1875. Très peu de temps après, à cause des problèmes eus avec la municipalité de Bordighera, il déplaça son point d'intérêt vers Nice.
Puis, Bischoffsheim est élu député des Alpes-Maritimes en 1881, poste qu'il conserve jusqu'en 1885, représentant Nice-campagne. Pour un nouveau mandat, de 1889 à 1890, il représente Nice-ville (première circonscription de Nice), et enfin, pour un troisième mandat, de 1893 à 1906, il siège au nom de la circonscription de Puget-Théniers. Son élection de 1889 est invalidée par la Chambre des députés le 21 janvier 1890 par 218 voix contre 149 pour corruption électorale et diffamation contre son adversaire. Il a notamment rémunéré un agent électoral qui s'engageait en échange à lui obtenir 1 500 voix.  
Membre de l'Union républicaine (centre gauche), il soutient les ministères républicains de Jules Ferry et Léon Gambetta. Il est ensuite membre du groupe de l'Union libérale républicaine à partir de 1889, et il s'oppose à la séparation des Églises et de l'État.
Passionné d'astronomie, il apporte en tant que mécène des fonds à l'Observatoire de Paris, l'Observatoire du parc Montsouris et à l'Observatoire du Pic du Midi ; il fonde l'Observatoire de Nice. Il est élu membre libre de l'Académie des sciences en 1890.
Durant son existence, il collectionne également des œuvres du XIXe siècle, notamment des tableaux de Théodore Rousseau et Eugène Delacroix. C'est notamment lui qui va permettre à madame Pommery en 1890, d'acquérir le tableau Des Glaneuses peint par Jean-François Millet.
Le 6 mai 1906, au premier tour des élections législatives, il est battu par Alfred Donadei, par 3 598 voix contre 1 818, sur 5 478 votants.
Quelques jours plus tard, le 20 mai, il meurt à son domicile. Il est enterré le 23 mai à Paris, au cimetière du Montparnasse.

## Honneur
L'astéroïde (708) Raphaela est nommé en son honneur.

### Sources et bibliographie
- Camille Flammarion, Bulletin de la Société astronomique de France, 20, 1906.
- Ch. Nordmann, Revue générale des Sciences pures et appliquées, 13, 1906.
- « Raphaël Bischoffsheim », dans Adolphe Robert et Gaston Cougny, Dictionnaire des parlementaires français, Edgar Bourloton, 1889-1891 [détail de l’édition]
- Michel Fulconis,  Raphaël Louis Bischoffsheim. Le mécène, Saint-Laurent-du-Var, Éditions Regards sur le Monde, 2003.
- Jacques Basso, Les élections législatives dans le département des Alpes-Maritimes de 1860 à 1939, Paris, LGDJ, 1968.
- Ralph Schor (dir.), Dictionnaire historique et biographique du comté de Nice, Nice, Serre, 2002, p. 55.
- Nicolas Stoskopf, Les patrons du Second Empire. Banquiers et financiers parisiens, Paris, Picard, 2002.
- Patricia Prenant, « Raphaël Bischoffsheim, entre affairisme et philanthropie, une figure emblématique de la vie politique niçoise de la fin du XIXe siècle », Cahiers de la Méditerranée, n° 77, 2008, p. 171-183 [lire en ligne].
- Millet, Rousseau, Daumier : chefs-d'oeuvre de la donation d'arts graphiques d'Henry Vasnier, Somogy Éd. d'Art, 2002.